# Biały Kieł 2: Legenda o Białym Wilku
Biały Kieł 2: Legenda o Białym Wilku (ang. White Fang II: Myth of the White Wolf) – amerykański film przygodowy z 1994 roku, będący sequelem filmu Biały Kieł z 1991 roku.

## Fabuła
Młody poszukiwacz złota, Henry Casey po śmierci przyjaciela, Jacka Conroya, dziedziczy po nim jego złoto i przejmuje opiekę nad jego psem - Białym Kłem. Z ładunkiem złota płynie rzeką do San Francisco, ale jego tratwa przewraca się na rzece. Uratowany zostaje przez młoda Indiankę Lily, która wierzy, że tym samym spełniło się proroctwo jej ojca - indiańskiego wodza, który już jakiś czas temu przepowiedział pojawienie się białego człowieka.

## Główne role
- Scott Bairstow - Henry Casey
- Anthony Ruivivar - Peter
- Al Harrington - Moses Joseph
- Alfred Molina - Leland Drury
- Paul Coeur - Adam John Hale
- Geoffrey Lewis - Heath
- Charmaine Craig - Lily Joseph
- Matthew Cowles - Halverson
- Victoria Racimo - Katrin
- Woodrow W. Morrison - Zły Pies